# The Faceless
A The Faceless nevű amerikai technikás/progresszív death metal együttes 2004-ben alakult meg a Los Angeles állambeli Encinóban. Első nagylemezükön még deathcore-t is játszottak. Lemezeiket a Sumerian Records jelenteti meg.

## Tagok
- Michael Keene - ének, gitár, billentyűk, programozás, basszusgitár
- Justin McKinney - ritmusgitár
- Ken Bergeron - ének
- Bryce Butler - dobok

## Diszkográfia
- Nightmare Fest (demó, 2006)
- Akeldama (stúdióalbum, 2006)
- Planetary Duality (stúdióalbum, 2008)
- Autotheism (stúdióalbum, 2012)
- In Becoming a Ghost (stúdióalbum, 2017)